# Porady na zdrady
Porady na zdrady – polska komedia romantyczna z 2017 roku w reżyserii Ryszarda Zatorskiego.
Zdjęcia do filmu kręcono w Warszawie. Film promował utwór „Porady na zdrady (Dreszcze)” w wykonaniu Ani Dąbrowskiej.

## Obsada
- Magdalena Lamparska jako Kalina
- Mikołaj Roznerski jako Maciej
- Anna Dereszowska jako Fretka
- Krzysztof Czeczot jako Antek
- Weronika Rosati jako Beata, żona Macieja
- Tomasz Karolak jako Tymek
- Robert Koszucki jako Rafał
- Olga Borys jako Sylwia
- Maria Pakulnis jako matka Antka
- Michał Koterski jako trener
- Gelmis Basabe Nunez jako Diego
- Jerzy Dudek
- Robert Wabich
- Sławomir Zapała
- Monika Mariotti
- Elżbieta Romanowska
- Rafał Szałajko
- Wojciech Majchrzak
- Michał Grzybowski
- Monika Pikuła
- Weronika Humaj
- Bartosz Roch Nowicki
- Martyna Bazychowska
- Greta Burzyńska
- Kinga Roch
- Przemysław Tomasik
- Przemysław Grejcz
- Tomasz Godlewski